# Lakownica czerwonawa

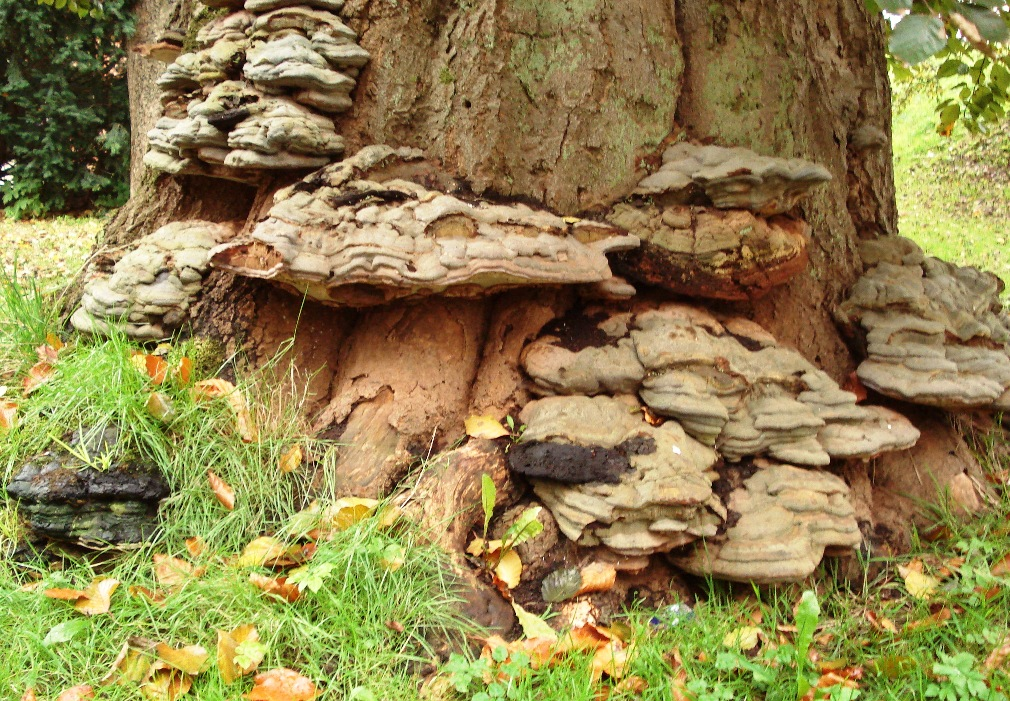

Lakownica czerwonawa (Ganoderma pfeifferi Bres.) – gatunek grzybów z rodziny żagwiowatych (Polyporaceae).

## Systematyka i nazewnictwo
Pozycja w klasyfikacji według Index Fungorum: Ganoderma, Polyporaceae, Polyporales, Incertae sedis, Agaricomycetes, Agaricomycotina, Basidiomycota, Fungi.
Po raz pierwszy opisał go w 1889 r. Giacomo Bresàdola na drewnie jodły. Ma 14 synonimów. Niektóre z nich:
- Elfvingia pfeifferi (Bres.) Kotl. & Pouzar 1956
- Fomes cupreolaccatus Kalchbr. ex Ferd. & C.A. Jørg. 1939[2].

W 1967 r. Stanisław Domański nadał mu polską nazwę lakownica Pfeiffera, Barbara Gumińska i Władysław Wojewoda w 1983 r. zmienili ją na lakownica czerwonawa.

## Morfologia
Owocnik
Wieloletni, siedzący i szeroko osadzony, półkolisty i często o dużych wymiarach, do 30 × 12 × 8 cm, o konsystencji skórzastej do zdrewniałej. Brzeg zaokrąglony i żółtawy. Górna powierzchnia płaska do wypukłej, bruzdowana szerokimi strefami, z wyraźną skórką, początkowo jasnoczerwoną i półbłyszczącą, potem czerwonawo-brązową do gniadej. Wskutek pokrycia warstewką wydzielanej przez owocnik żywicy jest matowa. W stanie świeżym jest gładka, ale po zgnieceniu szybko pęka, marszczy się i żółknie. Łatwo topi się w płomieniu zapałki i staje się gładka i błyszcząca. Powierzchnia porów biaława do kremowej, późną jesienią i zimą bardziej żółtawa z powodu wydalanej woskowej warstwy o słodkim zapachu wosku pszczelego. u starych i martwych okazów powierzchnia porów staje się ochrowa do płowożółta lub bladobrązowa. Pory okrągłe, 5–6 na mm. Kontekst o grubości do 4 cm u podstawy, ciemnobrązowy do umbrowego, jednorodny, koncentrycznie strefowany. Warstwy rurek ciemnobrązowe, warstwowe, ale nie oddzielone od tramy. Każda warstwa rurek ma grubość do 2 cm, a całkowita grubość warstwy rurek osiąga do 10 cm. W starych okazach rurki często wypełnione są grzybnią.
Cechy mikroskopowe
System strzępkowy trymityczny. Strzępki generatywne szkliste, cienkościenne, ze sprzążkami, o średnicy 2–4 µm, często trudne do zaobserwowania. Strzępki szkieletowe obfite, grubościenne, bladobrązowe, nieseptowane, o średnicy 4–6 µm, proste, nierozgałęzione lub z kilkoma bocznymi tępymi odgałęzieniami lub zgrubieniami, często oddzielonymi od głównej strzępki prostą przegrodą. Strzępki łącznikowe z długimi gałęziami przypominającymi bicze, bladobrązowe, nieseptowane, o średnicy 3–4 µm w głównej gałęzi, najlepiej widoczne w kontekście. Cystyd i innych sterylnych elementów hymenium brak. Podstawki szeroko maczugowate, 4-sterygmowe, 12–18 × 6–10 µm ze sprzążką bazalną. Bazydiospory elipsoidalne o ściętych wierzchołkach, bladobrązowe, nieamyloidalne, z podwójną ścianką. Endosporium brązowe, grube, oddzielone od cienkiego, szklistego exosporium międzyściennymi słupkami, 9–11,5 × 6–9 µm.
Gatunki podobne
Jest to gatunek bardzo charakterystyczny ze względu na spękaną i pomarszczoną warstwę żywicy na kapeluszu, słodki zapach zimą i ciemnobrązowy kontekst. Po cechach tych można go natychmiast odróżnić od starych okazów lakownicy żółtawej (Ganoderma lucidum) i lakownicy jasnomiąższowej (Ganoderma resinaceum).

## Występowanie i siedlisko
Podano występowanie lakownicy czerwonawej w Europie, nad Morzem Kaspijskim i w Australii. W Polsce Władysław Wojewoda w 2003 r. przytoczył 10 stanowisk. Bardziej aktualne stanowiska podaje internetowy atlas grzybów. Gatunek znajduje się na Czerwonej liście roślin i grzybów Polski. Ma status R – gatunek rzadki, który zapewne w najbliższej przyszłości przesunie się do kategorii zagrożonych wymarciem, jeśli nadal będą działać czynniki zagrożenia.
Grzyb nadrzewny, saprotrof i pasożyt występujący na żywych i obumarłych drzewach liściastych w lasach, parkach, przy drogach. Powoduje białą zgniliznę drewna. W Polsce notowany na klonie srebrzystym (Acer saccharinum), buku zwyczajnym (Fagus sylvatica) i wiązie szypułkowym (Ulmus laevis) od września do listopada. Najczęściej występuje na bukach, ale notowany także na drzewach należących do rodzajów kasztanowiec (Aesculus), klon (Acer), jesion (Fraxinus), śliwa (Prunus), dąb (Quercus) i wiąz (Ulmus). Prawdopodobnie jest gatunkiem synantropijnym.